# Can Rubió
Can Rubió és un edifici del municipi d'Esparreguera (Baix Llobregat) que forma part de l'Inventari del Patrimoni Arquitectònic de Catalunya.

## Descripció
És una masia que forma part d'un complex de quatre edificacions. És de planta basilical, estructurada en soterrani, planta baixa i dos pisos superiors. A la façana principal l'entrada és un arc de mig punt adovellat fet de pedra vista. A un dels seus costats hi ha una rajola ceràmica on hi figura la data de 1814, corresponent a una reforma. L'entrada està coberta per una petita teulada i està flanquejada per dues obertures rectangulars enreixades. El primer pis té tres finestres, un rellotge de sol i galeries als cossos laterals; sota seu hi ha gàrgoles de cap zoomorf. Al segon pis hi ha un balcó amb un assecador a cada costat. La coberta és a dues aigües acabada amb un ràfec i feta amb teula àrab. Tot el conjunt queda tancat per un barri, al seu interior trobem encara una glorieta d'arcs.
Cap al 1500 apareix la família Rubió al consell de la vila d'Esparreguera.